# 探偵オペラ ミルキィホームズ
『探偵オペラ ミルキィホームズ』（たんていオペラ ミルキィホームズ、英語：Detective Opera Milky Holmes）は、2010年12月16日に日本のブシロードからPlayStation Portable用ソフトとして発売したアドベンチャーゲーム。
メディアミックス企画Project MILKY HOLMESの基幹となる作品のひとつとして製作されており、漫画、小説、ブラウザゲーム、カードゲーム、テレビ番組、ラジオ番組などの派生作品も多様に存在する。2012年8月23日に続編『探偵オペラ ミルキィホームズ 2』が発売。
『探偵オペラ ミルキイホームズ』
『探偵オペラ ミルキーホームズ』は誤り。

## ストーリー・設定
メディアミックス企画「Project MILKY HOLMES」により生み出された多様な作品群の原作として位置づけられており、他の派生作品と基本的な世界観や設定の多くは共通する。ただ、本作ではシリアスなストーリーが中心となっているが、派生作品の中にはパロディがふんだんに盛り込まれコメディー色の強い作品も存在するなど、各作品ごとの違いも存在する。本作で原作協力を担当した小玉励は「『原作』であるゲームが、アニメ終了と同じくらいに発売になって、アニメと若干違う、シリアスなテイストなので、大丈夫かなぁ? と思っていた」と語っている。

### 世界観
架空の怪盗や探偵が活躍する近未来の世界「偵都ヨコハマ」を舞台としている。この世界では「トイズ」と呼ばれる特殊能力を持つ人間が存在し、トイズの力を振るう「探偵」と「怪盗」が互いに争いあっている。

### 登場人物
物語は主人公と将来探偵になることを目指す4人の少女「シャロ」「ネロ」「エリー」「コーデリア」を中心に展開される。主人公は過去に「天才少年探偵」と謳われ、物語の序盤でミルキィホームズの担当官となる小林オペラ。

## ゲームシステム
ゲームはテキストを読み進めるアドベンチャーパートと、ミルキィホームズと共に捜査と推理を行うパートによって進行。怪盗との対決時には、アニメーションが使用され、選択肢を選ぶことで展開が変わる。これは1980年代のレーザーディスクアニメーションゲームやセガの「クイックタイムイベント」などを参考に、インタラクティブなアニメーションを実現する「Quick Command Animation」システムを採用している。

## スタッフ
製作総指揮・原案はProject MILKY HOLMESの中心人物であり、ブシロードの代表を務める木谷高明。メインキャラクターデザインはEDEN'S NOTESのたにはらなつきが入り、シナリオには小説版や漫画版のシナリオも務めた子安秀明が担当している。ゲームの開発はアートディンクが行い、ゲーム中で挿入されるアニメーションムービーはアニメ版も制作したJ.C.STAFF。BGMはMONACAが制作しており、ナレーションを石塚運昇が担当している。
- 制作総指揮・原案 - 木谷高明
- 企画・原作 - ブシロード、クロノギアクリエイティヴ
- メインキャラクターデザイン - たにはらなつき
- シナリオ - 子安秀明
- アニメーション - J.C.STAFF
- サウンド - モナカ

## 主題歌
オープニングテーマ「雨上がりのミライ」
作詞 - 畑亜貴 / 作曲・編曲 - 神前暁
歌 - シャーロック・シェリンフォード（三森すずこ）、譲崎ネロ（徳井青空）、エルキュール・バートン（佐々木未来）、コーデリア・グラウカ（橘田いずみ）
最終話オープニングテーマ「INFINITE CRISIS」
作詞・作曲・編曲 - 中山真斗（Elements Garden）
歌 - 飛蘭
エンディングテーマ「聞こえなくてもありがとう」
作詞 - 畑亜貴 / 作曲・編曲 - 神前暁
歌 - シャーロック・シェリンフォード（三森すずこ）、譲崎ネロ（徳井青空）、エルキュール・バートン（佐々木未来）、コーデリア・グラウカ（橘田いずみ）

## 探偵オペラ ミルキィホームズ 1.5
PlayStation Portable用ソフト『探偵オペラ ミルキィホームズ』の内容をさらに深化させ、新たに『探偵オペラ ミルキィホームズ 1.5』として発売されることになった。

『探偵オペラ ミルキィホームズ』でのストーリーをさらに掘り下げており、新たな追加シナリオや追加グラフィックが収録されている。音声についても、大部分が再収録となっている。また、『探偵オペラ ミルキィホームズ』に比べると、登場人物も増加している。一例として、コーデリア・グラウカの妹であるマリア・グラウカ（マリー）は、従来、小説版のみに登場していたが、本作で初めてゲーム版でも言及されることとなった。『探偵オペラ ミルキィホームズ』同様、アートディンクが開発を担当する。なお、『探偵オペラ ミルキィホームズ』を購入していなくても、『探偵オペラ ミルキィホームズ 1.5』のみ単体でもプレイすることができる。また、販売形式としてはダウンロード配信が採用され、2011年9月より販売された。

## 関連商品
- 『雨上がりのミライ』（LACM-4724）
Lantis/バンダイビジュアル、2010年6月23日発売のマキシシングル。カップリング曲は同作品エンディングテーマの『聞こえなくてもありがとう[6]。』
CM制作はソフト発売元で共同原作者でもあるブシロードが受託していた。

この他、初回製造封入特典として、ヴァイスシュヴァルツPRカードが3枚付けられる（通常版・限定版ともに）。 限定版にはねんどろいど シャロ、オリジナルサウンドトラック、ヴァイスシュヴァルツPRカードセット（3種12枚）、描き下ろし外装箱が入っていた。